# باشگاه فوتبال طوفان هریرود
طوفان هریرود یک باشگاه فوتبال در افغانستان است که در لیگ برتر این کشور به رقابت می‌پردازد. این تیم در اوت ۲۰۱۲ با تشکیل لیگ برتر افغانستان تأسیس شد و بازیکنانش از طریق تشکیلاتی موسوم به میدان سبز گزینش شدند. تیم طوفان هریرود، منطقهٔ غرب افغانستان را نمایندگی می‌کند.
طوفان هریرود تیم سیمرغ البرز را در مسابقهٔ نهایی اولین دورهٔ لیگ برتر افغانستان با نتیجهٔ ۲ بر ۱ شکست داد و قهرمان شد. آنان در راه رسیدن به فینال، در مرحلهٔ نیمه‌نهایی بازهای اسپین غر را با نتیجهٔ ۱۰ بر صفر در هم کوبیده بودند.

## افتخارات

### ملی
لیگ برتر افغانستان
- قهرمانی: ۱۳۹۱، ۱۳۹۷، ۱۳۹۸